# 이정희 (1969년)
이정희(李正姬, 1969년 12월 22일~)는 대한민국의 정치인, 변호사이다. 인권운동가, 여성운동가, 인권변호사, 정치인으로 활동하였다. 민주노동당 비례대표로 제18대 국회의원에 당선되어 정치계에 입문하였고 2008년 민주노동당 원내 부대표가 되고 이후 민주노동당 당대표, 통합진보당 공동대표, 통합진보당 대표, 통합진보당 제18대 대선 후보를 지냈다.
1992년 미군 기지촌 윤금이 피살 사건을 접하면서 학생운동에 참여하였고, 주한미군 기지촌에서 어머니의 빚 대신 생활하는 소녀를 보고 여성운동에도 참여하여 주한 미군과 여성 문제에 관심을 갖고 사회활동을 벌여왔다. 1996년 사법시험에 합격, 2000년 사법연수원(제29기)을 수료하고 변호사로 개업했다. 이후 인권 변호사로 활동하며 민주사회를위한변호사모임(민변) 사무차장과 여성복지위원회 위원장 등을 지냈다. 2007년 정계 입문, 민주노동당에 입당했다. 민주노동당의 정책위원회 의장과 2008년 원내 부대표를 거쳐 2009년 민주노동당 대표를 역임하고 2011년 민주노동당과 통합진보당의 통합에 참여하여 통합진보당 당대표로 선출되었다. 2012년 18대 대통령 선거에 입후보하였으나, 사퇴하였다.

## 생애

### 생애 초반

#### 출생과 학창 시절
이정희는 서울특별시 관악구 봉천동에서 태어났다. 그녀의 부모는 맞벌이로 영등포구-관악구 봉천동 재래시장에서 장사에 종사했다. 그녀는 산동네 재래시장 지하 단칸방에서 어린 시절을 보냈다.
지하 단칸방에서 살던 그녀는 여름에 수해와 물난리를 겪기도 했고, 중학교 재학 무렵 집안 형편이 나아져 이층집으로 이사하였다. 그녀는 남사초, 서문여중을 거쳐 1984년 서문여고에 입학했으며, 학창시절 내내 상위권 성적을 유지하였다. 1987년 2월 서문여고를 졸업하였다.

#### 대학 재학 시절
그해 1987학년도 학력고사에서 340점 만점에 323점을 획득해 인문계 공동 14등 (인문계 여자수석)을 차지했고, 1987년 3월 서울대학교 법학과에 진학했다. 신입생 시절 6월 항쟁을 겪었다. 이때 이후로 그녀는 인권운동가의 길을 선택했다. 1990년에는 서울대학교 총여학생회장에 선출되어 활약했으나, 대학 1학년 때는 '세상을 보는 눈이 생기지 않아서 한때 열등감에 시달리기도 했다'라고 전한다. 학생운동과 함께 공부를 병행하였으나 최상위권의 우수한 성적을 유지했다. 그러나 그녀는 이것이 시력이 악화되는 원인이 되었다고 전한다. 그녀는 대학 졸업 무렵 동두천 기지촌에서 만난 한 소녀를 보고 충격을 받아 여성 운동에도 참여했다고 전한다. 이를 계기로 변호사의 길을 선택했다. 그녀는 1992년 2월 서울대학교 법과대학 공법학과를 졸업했다. 사법시험에 합격한 후 사법연수원 차석으로 수료했으며 이후 변호사의 길을 걸었다.

#### 변호사 개업과 인권 운동
1992년 초 그녀는 경기도 동두천에서 한국인 성매매 여성과 미군 사이에서 태어난 6세 여자아이를 만난 뒤 인생의 방향을 바꿨다고 전한다. 그해 10월 동두천에서 발생한 주한 미군에게 살해된 기지촌 여성 윤금이 피살 사건은 그녀가 인권변호사와 사회운동가로 나설 결심을 굳히는 계기가 됐다. 미군 기지촌 윤락여성인 윤금이는 주한미군 병사와 언쟁 끝에 처참하게 살해되었으나 아무도 윤금이 변사 사건에 나서지 않았다. 그녀는 윤금이를 타살한 미군 병사에 대한 처벌을 강력 주장했다.
윤금이 피살 사건을 접하면서 여성 문제에 관심을 갖고 본격적으로 학생운동에 참여하였고, 특히 주한 미군과 여성 문제에 관심을 갖고 사회활동을 벌여왔다. 이후 기지촌 여성 문제 외에도 여성 문제와 인권 운동에 나서게 되었다. 1996년 제38회 사법시험에 합격하고 사법연수원에 29기로 들어갔다. 사법연수원에서 수료하던 중 만난 변호사 심재환과 결혼하였다.
2000년 사법연수원(제29기)을 차석으로 수료하고 2000년부터 법무법인 덕수에서 변호사 일을 시작했다. 이후 인권 변호사로 활동했고, 민주사회를위한변호사모임의 회원으로도 활동했으며 각종 사회 운동에도 참여하였다.

### 인권, 시민운동

#### 미군범죄 규탄과 호주제 폐지 운동
2000년부터 줄곧 한미 관계와 주한미군범죄, 호주제 폐지 등 여성문제에 앞장서 왔다. 또한 미군 범죄 규탄 및 인권 침해 반대 운동과 집회에도 참여하였다. 2001년 효순미선 사건 직후 조직된 주한미군범죄근절운동본부 운영위원에 위촉되었고, 그해 민주사회를위한변호사모임(약칭 민변) 미군문제연구회 위원이 되었다. 주한미군 범죄 문제에 각별한 관심을 가졌으며, 그해 주한미군범죄근절운동본부 공동대표로 위촉되었다.
대학 졸업 무렵 그녀는 동두천에서 백인 미군과 한국인 성매매 여성 사이에서 태어난 소녀를 만났는데 아빠는 본국으로 떠나고 엄마는 빚에 허덕이다 아이를 버리고 도망가버린 상태였다. 도망간 아이 엄마가 돌아와 빚을 갚지 않으면 아이가 좀 더 자란 후 성매매를 시켜 빚을 받아낼 요량으로 클럽 주인이 아이를 맡고 있다는 얘기를 듣고 충격을 받고 여성 운동에 동참하게 됐다고 전한다.
2000년부터 호주제 폐지에도 동참하였다. 1999년 5월 여성단체들이 호주제폐지운동본부를 발족시키고 호주제 위헌 운동을 펼쳤으나 성과가 없었는데, 2003년 그녀는 호주제 위헌심판 청구 소송의 변호인이 되었다. 그녀가 호주제 위헌심판 청구 소송에 참여하여 노력한 끝에 2005년 11월 헌법재판소로부터 호주제 위헌 판결을 얻어냈다. 이로써 이태영 변호사가 호주제 위헌 주장을 한지 51년만에 호주제도는 폐지되었다.
2004년 교육인적자원부 대학교원임용 양성평등위원회 위원이 되었고, 시민단체 평화를 만드는 여성회 감사에 위촉됐다.

#### 시민단체, 인권 변호사 활동
2007년 사진작가 이시우의 국가보안법 위반 사건을 변론 맡아 무죄로 이끌어내기도 했다. 민주사회를위한변호사모임(민변) 사무차장과 여성복지위원회 위원장을 역임했다.
시민단체 활동과 인권운동 외에도 이라크 파병 반대 운동, 호주제의 위헌 심판 운동에도 동참하였고 신념에 의한 병역 거부자의 변호를 맡기도 했다. 2003년, 참여정부에서 이라크 파병론을 제기하자, 민변과 참여연대에서 정부의 파병결정을 취소시키기 위한 헌법소원 및 효력정지 가처분신청을 낼 때 주도적 역할을 했다. 호주제 위헌심판제청 사건과 오태양(병역거부자) 병역법 위반사건을 맡기도 했다. 2005년 민주사회를 위한 변호사 모임 여성복지위원회 위원장이 되고, 평화군사법연구회에 가입하여 회원이 되었다. 2006년 한국젠더법학연구회 회원이 되고, 그해 주한미군범죄근절운동본부 공동대표에 피선되었다. 또한 호주제 폐지, 매향리 미군 폭격장 주민 집단피해소송사건, 군산 성매매 업소 화재사건 등의 문제를 해결하였다.
2007년 D법무법인 변호사 재직 중 제주도에 소재한 모 사업장의 노사분쟁 관련 회사 쪽 소송대리인을 맡아 사실상 노조의 패배를 이끌어 냈다. 인권 운동과 여성운동에 참여하던 중 2007년 무렵부터 그녀에게 정계 입문 제의가 들어왔다고 전한다.
민주노동당 비례대표직을 제안받은 뒤 이틀만에 수락하고 2007년 3월 민주노동당에 입당했다.

### 정치 활동

#### 정치인 입문기
2007년 3월 2일에 민주노동당에 입당하였고, 2008년 민주노동당 비례대표 3번으로 공천, 18대 국회의원에 당선되었다. 그 후 민주노동당 정책위의장, 원내부대표 등을 지낸 바 있다. 2008년 대한민국의 촛불 시위가 한창이던 6월 25일 서울 광화문 일대에서 장관고시 철회 및 재협상 요구를 외치며 시위하는 시민들이 공권력에 의해 강제 연행되는 것을 보고 이를 말리려고 뛰어들었다가 시민들과 함께 연행된 적이 있다. 연행될 당시 이정희 의원의 격렬한 항의를 담은 영상이 누리꾼들 사이에서 유명해지기도 했다. 2008년 법무법인 정평에 입사하였다.
2008년 초 국회 정무위원회 위원에 선출되고, 국회 예산결산특별위원회 위원으로도 선출되었으며, 국회 운영위원회 위원에도 선출되어 활동했다.
2008년 5월부터 발생한 광우병 촛불 집회에 참여하였다. 이때 서울시청 앞에서 광우병 쇠고기 집회 때나 국회에서 몸싸움할 때 맨 앞에서 가장 격하게 몸싸움을 하던 장면이 사진촬영되어 화제가 됐다. 또한 이정희가 당시 진압하던 여경들에게 '어딜 만져'라고 소리 지르는 동영상이 반대 진영에서 이 대표를 희화화하는 소재로 많이 쓰인다. 광우병 촛불 집회 당시 그녀가 외친 '어딜 만져! 어딜 만지냐구!'는 반대 진영의 풍자 소재로 쓰였다. 5월 27일 민주노동당 원내부대표에 선출되었다.
2008년 9월 23일 민주노동당 정책위원회 부의장에 임명되었다. 그해 말, 민주노동당 원내 부대표가 되었다.
2008년 하반기 국회에서 한나라당과 정부의 주도로 복면방지법과 집단소송제 안건이 결의되자 그녀는 복면방지법, 집단소송제에 대한 반대 운동을 추진했다. 12월 26일 언론사와의 인터뷰에서 이정희는 복면방지법과 집단소송제가 "민주주의를 20년은 후퇴시킬 법안"이라고 규정했다. 그녀는 뉴시스와의 인터뷰에서 "이 법은 말 그대로 이념법안으로, 기본적인 집회 결사의 자유와 표현의 자유를 원천적으로 막겠다는 발상"이라며 비판했다. 한편 2008년 12월 말의 임시국회 폭력사태가 발생하자 이를 수습하였다.

#### 정치 활동 초기
정치활동 초기에 그녀는 기륭전자 비정규직 노동자들의 단식농성장, 용산 참사 현장, 쌍용자동차 노동조합 파업 투쟁 현장 등을 찾았다. 여러 노동 집회 현장에서 경험했던 이야기와 국회에서 밤을 새며 회의장에서 썼던 글들을 모아 2009년 에세이집 《사랑하며 노래하며 아파하다》(도서출판 알다, 2009)를 발표했다. 2009년 민주노동당 대표가 되었다.
2009년 초 촛불집회와 관련된 재판 몰아주기 및 촛불집회 재판에 압력을 행사한 의혹이 있는 신영철 대법관 등을 규탄하였다. 2009년 3월 5일 촛불집회와 관련된 재판 몰아주기 배당 논란과 관련, "현직 대법관이 촛불재판에 압력을 행사한 증거가 명백히 드러났다"며 "신영철 대법관에 대한 탄핵소추를 발의해야 한다"고 주장했다. 이 의원은 이날 국회 브리핑을 통해 탄핵소추와 함께 "대법원장도 개입되었다는 의혹이 제기되고 있기 때문에 국회가 이에 대해 철저히 조사해야 한다"고 밝혔다.
그녀는 또 신 대법관이 서울중앙지법원장으로 재임하던 지난해 판사들에게 촛불집회 재판 재촉메일발송 의혹이 추가로 제기된데 대해 "법원장이 야간집회 규정에 대한 헌법재판소의 결정을 기다리지 말고 재판을 진행하라는 메일을 보낸 것은 담당 법관들에게 사실상 유죄 선고를 독촉한 것과 같다"고 지적했다. 그녀는 "민노당은 촛불재판 압력 행사가 명백히 드러난 신 대법관에 대해서 탄핵소추안 발의를 여야 각 정당에 제안한다"며 "또한 메일의 내용으로 보아 이용훈 대법원장이 직접 개입되었을 가능성이 강하게 제기되고 있어 이 역시 철저한 조사가 있어야 한다"고 밝혔다. 이어 그녀는 사법부에 대해서도 성토하였다. 그녀는 "법과 양심으로 심판해야 할 사법부가 오히려 정권에 부화뇌동하면서 법관의 독립성을 스스로 해치는 비이성적 사회를 직면하고 있는 우리 국민들은 개탄의 마음을 금할 길이 없다"고 질타했다. 이어 그녀는 "사법부의 위법 부당한 행위는 사법부의 치욕"이라며 "사법부에 대한 국민적 불신뿐만 아니라 국민 생활 전반에 불신과 불안의 요소를 만들어 자칫 돌이킬 수 없는 사태로 나아갈 수 있다"고 경고했다.
경찰에서 3월 10일 오전 출석 요구서를 발부하자, "부당한 고발에 따른 수사에 협조할 수 없어 소환에 응하지 않겠다"며 거부하였다. 이날 자신의 블로그에 올린 성명서를 통해 그녀는 "지난 두 달 동안 회기 중이라는 이유로 경찰에 나가지 않은 것은 아니다"라며 불출석 이유를 밝혔다. 이어 그녀는 "이제 다시 소환을 거부하고 나면 그 뒤에 어떤 일이 벌어질지 아직은 다 가늠할 수 없지만, 파도가 밀려오면 맞부딪힐 밖에 없다"며 기존 입장을 거듭 강조했다. 그녀는 "이 정부 들어 이제 겨우 1년이지만, 말 한 마디 했다고, 거리에 한 번 나갔다고 힘겹게 눈물겹게 살아야했던 사람들이 어디 한 둘인가"라며 "저도 같은 처지가 되었을 뿐 담담하게 맞이할 힘이 생기기를 간절히 빌어본다"며 출석을 거부하였다.
2009년 당시 한미 FTA 안건을 강행처리한 한나라당의 명패를 내동댕이쳤고, 국무총리 후보자 인사 청문회에서 날카로운 질문을 던져 화제가 되었으며, '2009년 가장 돋보이는 의정활동을 벌인 의원'이라는 별칭을 얻기도 했다.

#### 정부의 야당, 민간인 도감청 폭로
2009년 8월부터 정부와 공권력의 야당, 민간인, 시민단체 도감청을 폭로하여 화제가 되었다. 2009년 8월 12일, 이정희 의원은 국군 기무사령부 소속 신 모 육군대위의 민간인 사찰 증거 자료를 폭로하였다. 신 모 육군대위가 민간인을 사찰한 증거로 수첩과 수첩에 쓰여있는 메모, 감시 동영상을 제시했다. 8월 5일, 쌍용자동차노조에 대한 경찰의 탄압에 항의하는 평택 집회 현장에 있던 그 날 신 모 대위가 가지고 있던 수첩에는 민주노동당 당직자, 금속노조 관계자, 인터넷 카페 동호인 등 10여명의 지난 1월 이후의 행적과 주소, 차량번호 등이 적혀있었는데, 심지어 민간인들의 평소 생활 모습이 녹화된 영상도 있는 것으로 알려졌다. 이에 기무사 측은 동영상은 국가보안법 위반 혐의가 있는 장병 8명의 동향을 알아보기 위한 것이라고 말하면서, 메모에 대해서는 구체적인 설명을 피하면서도 국가기밀 사항 유출에 대한 수사 문건이라고 주장하며, 합법적인 수사활동에 의해 수집된 자료라고 해명했다.
 민주노동당 당원, 가족들을 불법 내사한 자료도 입수하여 당에 제출했다. 8월 17일, 민주노동당은 당원 가족들을 불법사찰 한 사실도 폭로했다. 회수한 영상에는 민주노동당 당원 엄윤섭이 자신의 작업실 앞에서 담배를 피우는 모습 뿐만 아니라, 그의 아내가 직장인 약국에서 일하는 모습까지 찍혀있었다. 엄윤섭은 18대 총선, 서울 관악구에 출마해 3.6%를 득표하고 낙선했던 것이 확인되면서 야당인사 탄압에 대한 항의 여론이 조성되었다.
다음달인 9월 1일, 민주당 원혜영 전 원내대표와 이정희 의원은 기자간담회에서 기무사가 재일본 민족학교에 책보내기 운동을 벌여온 민간 자선단체에 대해서까지 불법 사찰을 한 것으로 드러났다고 주장했다.
이어 동호회 관계자의 세부 인적사항이 적혀 있는 것으로 보아 이미 오래전부터 집요하고 광범위하게 사찰을 한 것으로 보인다고 말했다.
그러나 밝혀진 것은 없다.
2010년 4월 22일, '민주사회를 위한 변호사 모임'(민변)은 민간사찰의 책임을 묻기 위해 기무사 장교에게 민주노동당 당원과 인터넷 카페 회원 15명을 대리해 국가를 상대로 손해배상 청구 소송을 내며, 1인당 2천 만원을 지급하라고 요구했다.

#### 18대 국회의원 시절
2009년 국회 기획재정위원회 위원이 되었고, 그해 민주노동당의 당대표로 피선되었다. 2011년 12월 23일, 아이튠즈 스토어 팟캐스트에 '이정희의 희소식'이라는 제목의 팟캐스트가 업로드 됐다. 민중의 소리가 제작하고, 이정희가 진행을 맡은 이 팟캐스트는, 26일, 30일에 차례로 2회, 3회가 업로드 되는데, 2012년 1월 첫 주, 당시 대한민국 아이튠즈 팟캐스트 인기 순위에서 나는 꼼수다에 이어 전체 2위에 올랐다. 이정희는 이에 앞서, 2011년 10월 23일 업로드 된 나는 꼼수다 25회에 출연했었다.
 2010년 7월 16일 제4기 민주노동당 당대표로 재선되었다.
2011년 11월 16일 민주노동당과 국민참여당, 새진보통합연대가 통합하여 통합진보당이 결성될 때 참여하였고, 통합진보당의 당 공동대표로 피선되었다. 2012년 4월의 19대 국회의원 총선거에 관악을 후보로 입후보하였다가 통합 진보당 개표부정 사건이 발생하자 참여당 계열의 조작론을 주장하기도 했다. 개표부정 사건의 파장이 계속되자 사태를 수습하기 위해 국회의원 후보직에서 중도 사퇴하였다. 이때 통합진보당은 내분을 겪으면서 참여당계와 진보신당계가 잇따라 탈당하면서 당의 존폐위기에 몰렸고, 이후 그녀는 한동안 "침묵의 형벌을 받겠다"며 칩거에 들어갔다. 2012년 5월 통합진보당 공동대표직을 사퇴하였다. 대선 출마와 자격 반납
2012년 9월 24일 대한민국 제18대 대통령 선거 출마를 선언하고, 통합진보당 예비후보 자격으로 유세에 들어갔다.
2012년 10월 통합진보당 대선 후보로 입후보하였으며, 12월 4일 진행된 대통령선거 후보자 토론회 1차 토론에서 "박근혜를 떨어트리기 위해 나왔다.", "다카키 마사오" 등의 발언을 하여 화제를 불러모으기도 했다. 대선 3자 토론회의 참여에 대해 보수 세력은 비판을 가하였으나, 그녀의 거침없는 발언은 화제가 되었다. 12월 16일, 야권의 정권교체를 목적으로 대선 후보 자격을 반납하였다. 그러나 12월 19일의 대선에서 야권의 정권교체는 실패하고 만다.
이후 일명 '보수층'의 결집이 박근혜 대통령의 당선에 영향을 주었다는 여론이 유수 일간지에 의해 확대, 재생산되었다. 한 언론사인 매일경제 신문에서 실시한 유무선 전화 자동 응답방식을 채택한 여론 조사에 따르면 "보수층을 결집시킨 이유"에 대해 "이정희의 공격적인 토론 태도"(31%)가 "초박빙 여론조사 보도에 의한 정권교체 위기의식"(27.8%) 순서로 응답률을 보였다. 박근혜 후보 지지자의 경우 "이정희 후보의 토론 태도"(41.9%)라는 응답이 압도적이었다. 반면, 문재인 후보 지지층(39.8%), 이정희 후보 지지층(36.4%)은 "초박빙 여론조사 보도에 의한 정권교체 위기의식"이 작용했다고 가장 많이 응답했다. 이후 '보수층의 결집'에 대한 야권 패배의 책임을 이정희에게 전가하는 '이정희 책임론'이 주요 우익 성향의 일간지에 의해 확대, 재생산되었으나 이내 여권의 논리라는 여론이 확산되었고 이정희가 이후 통합진보당 대표직에 오르는 데에 영향은 미미했다.
통합진보당은 정치자금법에 따라 이정희 후보등록 후 선거보조금 27억 원을 받았다. 이로 이정희 통합진보당 후보 측은 선거 기간 선거공보물, 현수막 제작 등에 총 30억여원을 사용했다고 전했다. 한편 박근혜 대통령 당선인은 480여억원, 문재인 민주통합당 후보는 450여억원의 선거비용을 쓴 것으로 나타났다.
당시 이정희 후보가 대통령선거 후보자 토론회 1차 토론에 참여한 이후부터 자진 반납 전후로 보조금의 반납 여부를 놓고 여권 내에서 선거보조금을 '국고'보조금으로 프레이밍해 이정희 후보가 '먹고 튀었다'며 비난했다. 통합진보당은 정치자금법에 후보 자격 반납시 보조금 반환에 대한 규정이 없기 때문에 27억 원을 반환하지 않겠다고 입장을 냈다. 이에 맞대응해 새누리당은 "양심이 있다면 '국고'보조금 27억 원을 국민께 돌려줘야 한다..우리 국민들이 피땀 흘려 국가에 낸 세금 27억 원만 낭비하게 됐다."라는 성명을 발표했으나 통합진보당은 "'선거'보조금 제도는 금권정치를 막기 위한 제도이며 차떼기 정치를 행했던 새누리당이 우리를 비판할 자격이 없다."라고 항변했다. 전라북도 진안군에 위치한 조계종 소속 금당사의 주지승 성호는 국고보조금을 반환하지 않는다는 이유로 이정희 전 후보를 사기혐의로 검찰에 고발 하였으나 기각되었다.

### 18대 대선 이후
2013년 3월 통합진보당 당대표에 선출되었다. 3월 8일 베네수엘라 우고 차베스 대통령의 장례식 때 조문단을 이끌고 베네수엘라 대사관을 방문하였다.
통합진보당 해산 이후 장기간 정치권에 모습을 드러내지 않았다. 그러던 중 21대 총선을 앞두고 민중당 지지를 호소하며 근 6년만에 대중 앞에 모습을 드러냈다.

## 의정 활동

### 제18대 국회
제18대 국회 (2008-2012) 4년 임기동안 총 404건의 의안을 발의하였다. 이중 본회의에서 가결된 의안은 총 6건이다.
제18대 국회에서 2010년 11월 24일에 조선민주주의인민공화국이 대한민국의 대연평도를 향해 170여 발을 포격하여 대한민국 해병 2명 및 대한민국 국민인 민간인 2명이 사망한 연평도 포격을 규탄하기위한 북한의 무력도발행위 규탄 결의안(의안번호 1810030)가결을 기권하였다.
또한 이정희는 택시요금에 붙은 부가세 10%중 9%를 택시 운전사들의 복지를 위해 그들에게 돌려주라는 법안을 발의, 통과시켰다. 그녀의 택시요금법안 개정안이 통과되자 이후 다른 국회의원들에 의해 버스, 택시 운전사들의 복리문제가 2008년말 잠시 국회에 논의되기도 했다.
탈북자 문제
제18대 국회에서 2010년 3월 2일에 탈북자들을 위한 지역적응센터, 상담사제도, 북한이탈주민지원재단 설립등을 위해 발의된 북한이탈주민의 보호 및 정착지원에 관한 법률 일부개정법률안(대안)(의안번호 1807771)을 찬성하였다.
기무사 민간사찰 폭로
2009년 8월 12일, 국군 기무사령부 소속 신 모 육군대위가 민간인을 사찰한 증거로 수첩과 수첩에 쓰여있는 메모, 감시 동영상을 제시했다. 8월 5일, 쌍용자동차노조에 대한 경찰의 탄압에 항의하는 평택 집회 현장에 있던 그 날 신 모 대위가 가지고 있던 수첩에는 민주노동당 당직자, 금속노조 관계자, 인터넷 카페 동호인 등 10여명의 지난 1월 이후의 행적과 주소, 차량번호 등이 적혀있었는데, 심지어 민간인 들의 평소 생활 모습이 녹화된 영상도 있는 것이 확인되었다.
민주노동당 당원의 가족들을 불법사찰 한 자료를 입수하여 민주노동당에 제출, 언론에 폭로하게 했다. 회수한 영상에는 민주노동당 당원 엄윤섭이 자신의 작업실 앞에서 담배를 피우는 모습 뿐만 아니라, 그의 아내가 직장인 약국에서 일하는 모습까지 찍혀 있었다. 국군기무사와 경찰의 야당인사 부당 도감청을 폭로하여 화제가 되었다.
복수국적 문제
제18대 국회에서 복수국적법이 발의되자 그녀는 반대입장을 천명했다. 2009년 12월 29일에 대한민국 정부가 혼인관계를 유지하고 있는 결혼이민자, 대한민국에 특별한 공로가 있거나, 우수 외국인재로서 특별귀화한 자, 국적회복허가를 받은 자로서 특별한 공로가 있거나, 우수 외국인재로 인정되는 자, 해외입양 되었다가 우리 국적을 회복한 자, 그리고 외국에 장기 거주하다가 국내에 영주 귀국하여 대한민국 국적을 회복한 65세 이상의 자들을 대상으로 복수 국적을 제한적으로 허용하기 위해 발의한 국적법 일부개정법률안(의안번호 1807200)의 수정가결에 반대하였다.

### 이해찬의 후원
국민의 정부에서 교육부 장관(교육부총리), 참여정부에서 국무총리를 역임했던 이해찬은 2009년 9월 3일, '시민주권모임' 창립 취지를 밝히면서 이정희가 기무사 사찰 폭로를 비롯한 최근 보여준 행동에 대해 칭찬을 아끼지 않았고, 최근 대학교에서 한 강연료 일부를 이정희에게 후원금으로 냈다고 밝혔다. 2009년 7월에도 기자들 앞에서 '개인적으로 이정희 의원이 너무 좋다'고 말한 적이 있다.

## 논란과 의혹

### 사상 논란
"남쪽정부" 발언 관련
이정희는 2012년 12월 4일 중앙선거관리위원회가 주관한 대선후보 1차 TV토론회에서 북한의 장거리 로켓 발사에 대해 발언하던 중 '남쪽 정부'라고 언급했다가 '대한민국 정부'라고 정정한 바 있다.
한국 전쟁의 성격 관련
이정희는 2010년 8월 4일 KBS 라디오 '열린토론'에 출연, “6·25가 남침이냐, 북침이냐”는 청취자의 질문에 이렇게 답했다. “역사적인 논쟁들이 있는 것으로 알고 있습니다.… 그 문제는 좀 더 치밀하게 생각해서 나중에 블로그에 답을 드리는 것으로 하겠습니다.”고 답했다. 2011년 4월 1일 KBS 라디오'안녕하십니까 홍지명입니다'에 출연, "블로그에 답을 올렸느냐"는 진행자의 질문에 "역사적으로는 그것이 남침인 거라는 게 확인된 일이지만 우리가 그 속에서 교훈을 찾을 것은 별도로 있는 것 같다. 그때 우리 민족이 전체가 있는 과제는 어떻게 친일 청산하고 그리고 민주주의적으로 발전해 나갈 것인가, 하는 문제였는데 그렇게 하기 위해서 힘을 모으지 못한 것은 대단히 안타깝다. 어떻게 힘을 모을지, 역사적 과제를 어떻게 설정할지, 그것이 우리의 과제다."라고 답했다.
조선민주주의인민공화국의 3대 세습 관련
이정희 민주노동당 대표가 통합진보정당의 정책으로 ‘북한의 3대 세습 반대 입장을 채택하자’는 진보신당의 요구에 대해 “분단의 이분법”이라고 거부입장을 밝혔다. 이정희는 "뿌리깊은 분단의식을 극복하는 것은 진보정당이 커 나가기 위해 가장 중요한 조건"이라며 "진보통합정당을 새롭게 만들어놓고 또다시 북한을 비판하는 말을 안 하면 종북세력이라며 동료에게 상처를 내서는 안된다"고 강조했다.
2010년 10월 8일, 이정희는 자신의 블로그에 올린 글을 통해 북한의 3대 세습에 대해 언급하지 않는 것이 현명한 일이며, 그것이 남북관계를 발전시켜온 경험에서 이끌어낸 대응방식이라고 언급했다. 북한의 권력구조가 북한 사회를 특징짓는 정체성의 하나인 것이 현실인 이상, 그것을 언급하기 시작하면 남북관계는 급격히 악화될 수 밖에 없다는 것이었다. 또한, 보수정당과 여러 언론이 북한의 3대 세습을 비난하고 있는 상황에서 진보정당까지 갈등을 더해서는 안 된다며 북한의 3대 세습과 관련한 언급을 거부하였다.
연평도 포격 관련
2010년 11월 24일, 이정희는 자신의 트위터에“연평도에서 군인이 사망하고 주민들이 불길 속에서 두려움에 떨었다. 남북관계를 악화시킨 결과를 정부는 똑똑히 봐야 한다. 대결로 생겨나는 것은 비극뿐이다.”라는 글을 게재했다.
2010년 11월 25일, 국회는 25일 오후 본회의를 열고 북한의 서해 연평도 포격을 규탄하는 대북규탄 결의안 표결. 이 중 민주노동당 소속 의원 5명(이정희, 권영길, 곽정숙, 홍희덕, 강기갑) 전원을 포함해 창조한국당 유원일, 민주당 장세환, 무소속 유성엽 의원 등 총 9명이 국회 결의안에 부적절한 내용 수정을 요구하며 기권
천안함 발언 관련
민주당과 야권연대를 한 통합진보당은 “남북관계를 고려해 비난하지 않는다”(이정희 공동대표)는 기조 아래 천안함 추모식에 전원 불참하였다. 4명의 공동대표 모두 통상적인 업무를 보거나 지역 일정을 잡았다. 유시민 공동대표는 경제 개혁콘서트를, 조준호 공동대표는 서울역에서 열리는 장애인 대회에 참석하였다. 모두 천안함 2주기와는 관련 없는 일정이었다.
최근 서울 관악을 야권연대 경선여론조사 조작 의혹에 휩싸여 사퇴한 이 대표는 천안함 사건 당시 “북한이 아니면 누가 했겠느냐는 것은 정황, 심증에 불과하다”고 말한 바 있다.

### 통합진보당 경선 관련
통합진보당 부정 경선은 검찰 수사결과 구당권파가 아닌 신당권파(탈당파, 유시민 심상정 조준호등)의 범죄라는 의혹이 있다. 통진당 부정경선 사태가 터진 직후, 그녀는 문제에 대해 당분간 침묵하였다. 그러자 그녀가 의혹에 관련있다는 소문이 돌기 시작했다. 이에 그녀는 참여당계 인사가 이석기, 김재연에게 누명을 씌운 것이라고 주장하기도 했다.
한편 그녀가 개입됐다는 의혹이 돌면서, 이정희 역시 수사를 받았다. 그러나 관악을 경선 여론조작건은 검찰 수사결과 이정희 前대표에게 혐의가 없는 것으로 결론이 났다. 자세한 경과는 아래와 같다.
19대 총선을 앞두고 관악구 을
야권단일후보 경선에서 김희철의원과의 경쟁을 할 때, 보좌관이 문자를 보내 여론 조사에서 나이를 속일 것을 요구하여 김희철 의원을 꺾었다. 이후 온라인사이트에“ARS 60대 종료, 60대로 응답하면 모두 버려짐”,“ARS 60대 이어 40~50대도 모두 종료. 20~30대로 응답하지 않으면 버려짐”,“ARS 종료 후 전화면접 시행함. 전화 착신 전환을 유지한 채 기다릴 것”이라는 문자를 캡처한 사진이 퍼지며 비난을 받았다
. 보좌관이 아닌 다른 인물이 여론조작에 개입한 증거도 드러났으며
, 민주통합당은 이정희 후보의 사퇴를 촉구했으나 이 후보는 이를 거부하고

상대 후보인 김희철 후보의 사퇴 요구를 '야권연대를 깨는 행위'라며 반발했다. 대신 이 후보는 재경선을 요구했다. 결국 민주통합당은 이 후보의 요구를 받아들였다. 이에 2012년 3월 20일 국회에서 야권 단일화 경선관리위원회가 요구한 재경선을 수용하겠다는 의사를 밝혔다
.한편 온라인상에서는 이를 비꼬는 패러디가 양산되며 이 대표의 여론 조작을 비판하는 여론이 확산되었다.
또한, 2007년 D법무법인 변호사 재직중 P사업장의 노사분쟁 관련 회사 쪽 소송대리인을 맡아 사실상 노조의 패배를 이끌어 낸 사실이 드러나기도 했다.
결국 3월 23일 이정희는 기자회견을 통해 총선 불출마를 선언하고, 자신이 출마했던 관악(을)에 통합진보당 이상규에게 양보하였고, 이상규는 제19대 국회의원에 당선되었다.

### 기타
노조탄압 사측 변호사 논란

2012년 5월 인권변호사 출신이라는 세간의 칭호와 달리 국회의원 직전 노조탄압 사측의 기업 변호사를 맡고 있었다는 의혹이 참세상이라는 인터넷 언론사에 의해 제기되었다.
남쪽정부 발언 논란

2012년 12월 4일 당시 18대 대통령 대선토론에서 TV 대선토론 당시 이정희 후보는 "남쪽 정부에서는....아니 대한민국 정부에서는"이라는 발언을 하였다. 뉴라이트 성향의 인터넷 언론사 뉴데일리는 '남쪽'이라는 단어를 사용한 것은 이정희 당시 대선후보가 종북 성향을 드러낸 것이라고 주장했다.

## 평가
2009년 12월 '스포츠서울닷컴'과 '리서치PR'이 공동으로 당시 한나라당, 민주당, 민주노동당, 친박연대(미래연합), 무소속 등 소속의 국회의원 보좌관들 200명을 대상으로 12월 18일과 19일 이틀 동안 2009년 결산 조사를 진행했다. 2009년에 '가장 돋보인 의정 활동을 한 의원', '가장 돋보인 의정활동을 한 여성 의원', '함께 일하고 싶은 여성의원'의 세 항목에 대한 응답 비율에 대한 조사가 진행됐다. '가장 돋보인 의정 활동을 한 의원', '가장 돋보인 의정활동을 한 여성의원'이라는 항목에서는 각각 응답률 약 18%와 20%를 차지하며 당시 이정희 의원이 1위를 차지했다. '함께 일하고 싶은 국회의원' 항목에서는 '없다'(10.5%)라는 응답 1위를 이어서 당시 박근혜 의원과 이정희 의원이 공동 2위(5%)를 차지했다.
한편 2011년 6월 동아일보가 선정한 영향력이 있는 트위터리안 정치인 1위에 뽑히기도 했다.

## 기타
그녀는 “국회에는 두 종류의 사람이 있다”라고 언급하기도 했다. 한 잡지사와의 인터뷰에서 그녀는 이러한 국회내 현실을 말하기도 했다. 그녀에 의하면 '같은 국회의원이라도 국회의원인 사람과 국회의원이 아닌 사람으로 나뉜다. 둘은 직위는 같지만 신분은 다르다. 전자에게 국회는 모든 것을 보장받는 공간이지만 후자에게는 철저하게 배제되고 갇힌 공간이다.'라는 것이 그녀의 지론이다.
최근 <진보를 복기하다>(들녘)라는 책을 냈다. 이 책은 통합진보당의 실패했던 정책, 13개 법안을 담고 있다. 그는 “당이 해산됐다는 것만 기억하고 무엇을 하려 했느냐는 기억하지 않는다”고 이 책을 낸 이유를 말했다.

## 수상 경력
- 2010년 제12회 백봉신사상 신사의원상
- 2012년 2월 18대 국회 정의로운 의정활동상

## 저서
- 사랑하며 노래하며 아파하다, 알다, 2010.02.01
- 내 마음 같은 그녀 (이정희 에세이), 학고재, 2012.03.26
- 진보를 복기하다 (버리기 아까운 진보정책 11가지), 들녁, 2016.02.11
- 이정희, 다시 시작하는 대화 (새로운 시대, 동행을 위하여), 들녘, 2017.02.20
- 혐오표현을 거절할 자유, 들넠, 2019.11.11

### 공저
- 광장에서 길을 묻다:이해찬과 진보지성 23인의 대화, 김진표(국회의원), 이종석(전)정무직공무원) 외 14명 공저, 동녘, 2011.03.21
- 미래의 진보 (이정희 대담집), 유시민(정당인), 이정희(국회의원) 외 1명 저, 민중의소리, 2011.06.22
- 배운 녀자 (나 만큼 우리를 사랑한 멋진 여자들의 따듯한 인생 이야기 17), 김보슬(PD), 이정희(국회의원) 외 16명 공저, 씨네21북스, 2011.09.23

### 논문
- 여성고용에 대한 적극적 조치에 관하여:합헌성 여부와 개선방안
- 주한미군과 인권, 그리고 주권:대한변호사협회 2000년 인권보고서 (대한변호사협회, 2000)
- 개정 한미주둔군지위협정(2001)의 민사청구권 및 환경조항의 문제점과 개선방안
- 주한미군지위협정과 미군관련소송
- 한반도 안보관련 조약의 법적 재조명 (이정희, 백산서당, 2004)

## 이정희를 연기한 배우들
- SNL 코리아 - 김슬기, 정이랑

## 가족
- 배우자: 심재환
- 자녀: 장남 심승범, 차남 심준범

## 역대 선거 결과
|  | 5.68% |

|  | 0% |

## 소속 정당
| 소속 정당 | 소속 정당  | 소속 기간 | 비고                |
| --------- | ---------- | --------- | ------------------- |
|           | 민주노동당 | 2007~2011 | 입당 정계 입문      |
|           | 통합진보당 | 2011~2014 | 합당                |
|           | 무소속     | 2014~현재 | 정당 해산 정계 은퇴 |

## 같이 보기
| - 민주노동당 - 통합진보당 - 민주사회를 위한 변호사 모임 - 권영길 - 강기갑 - 단병호 - 문성현 | - 심상정 - 조준호 - 임수경 - 윤금이 피살 사건 - 미군 장갑차에 의한 중학생 압사 사건 - 통합진보당 부정 경선 사건 - 광우병 촛불 집회 | - 심재환 - 김재연 - 이석기 | - 대한민국 제18대 국회의원 선거 민주노동당 후보 목록#비례대표 - 대한민국 제18대 대통령 선거 |